# Straßenkreuzer
Straßenkreuzer ist im deutschen Sprachraum die umgangssprachliche Bezeichnung für Autos aus meist US-amerikanischer Produktion, die in ihren Ausmaßen und ihrer Gestaltung einen teilweise als übertrieben empfundenen Prunk verdeutlichten.  Meist handelt es sich dabei um Full-Size Cars der 1950er bis 1970er Jahre. Der Begriff vergleicht diese Wagen mit großen Kriegsschiffen, siehe Kreuzer (Schiffstyp).
Merkmale dieser Fahrzeuge sind eine Länge von zum Teil deutlich über 5 Metern selbst bei Coupés, breite, verchromte Kühlergrills sowie in den 1950er-Jahren teilweise riesige Heckflossen. Motorisiert waren diese Fahrzeuge mit großvolumigen, verbrauchsintensiven Motoren. Hersteller von Straßenkreuzern waren im Wesentlichen die „Großen Drei“ General Motors, Ford und Chrysler; am eindrucksvollsten mit ihren Luxusmarken Cadillac und Lincoln.
Mit der ersten Ölkrise 1973 verloren diese Fahrzeuge auf Grund des hohen Kraftstoffverbrauchs stark an Bedeutung. Um nicht weiter Marktanteile auf ihrem Heimatmarkt zu verlieren, boten die US-Autohersteller nach und nach deutlich kleinere Nachfolger ihrer „Straßenkreuzer“ an, die sich an den Abmessungen der europäischen und japanischen Konkurrenz orientierten.

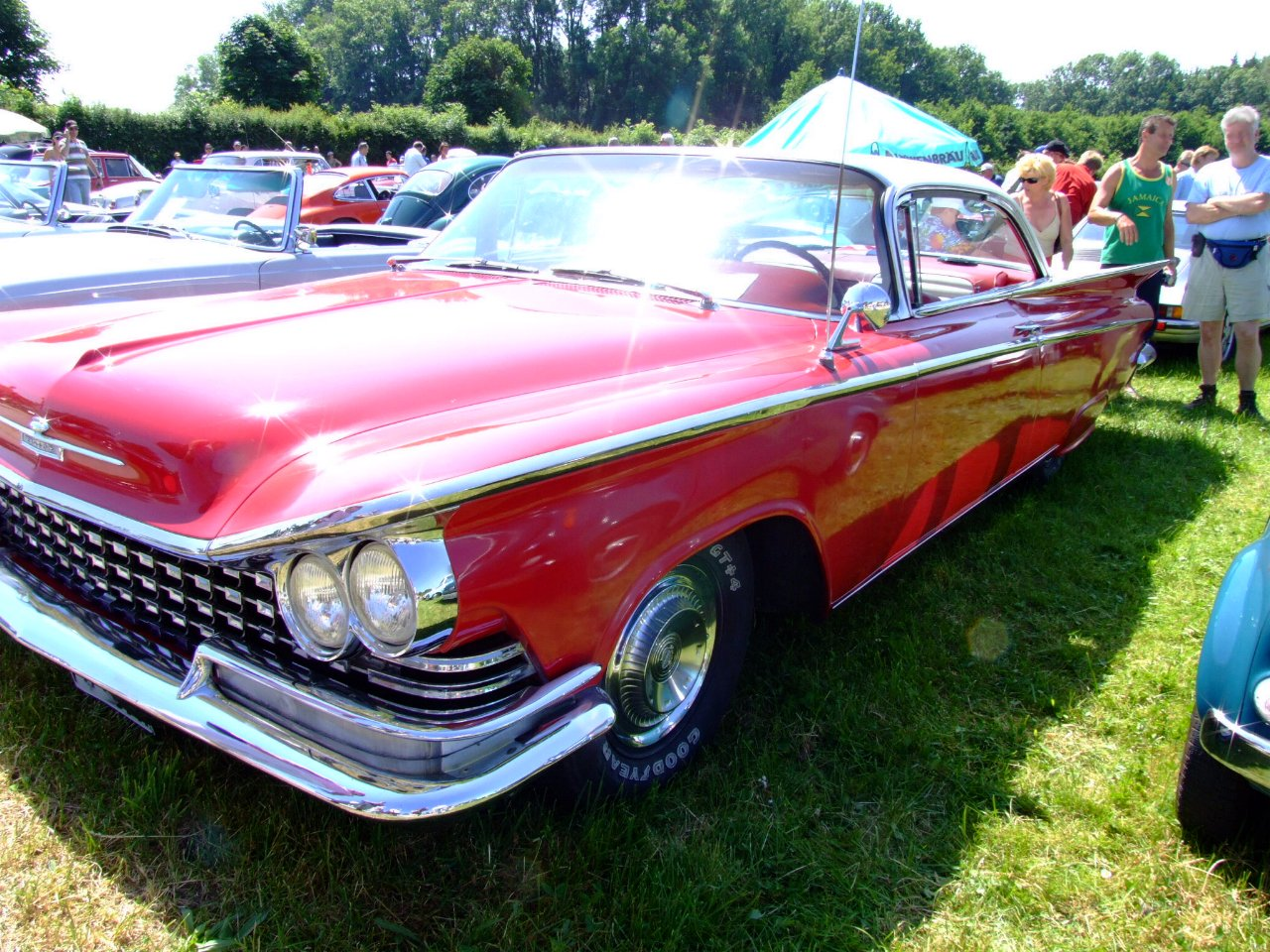
Buick LeSabre Cabriolet, Baujahr 1959
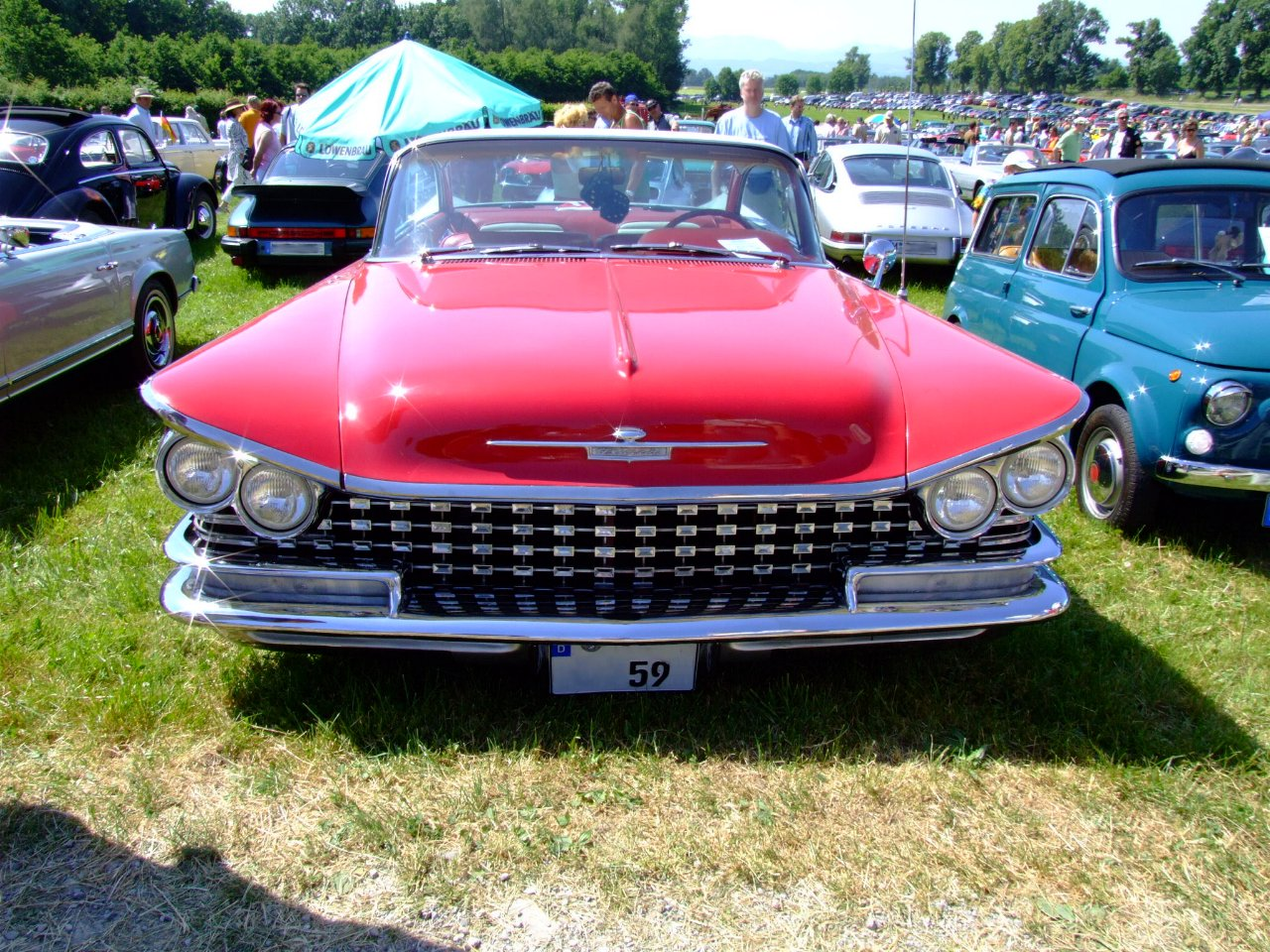
Buick LeSabre Cabriolet, Frontansicht
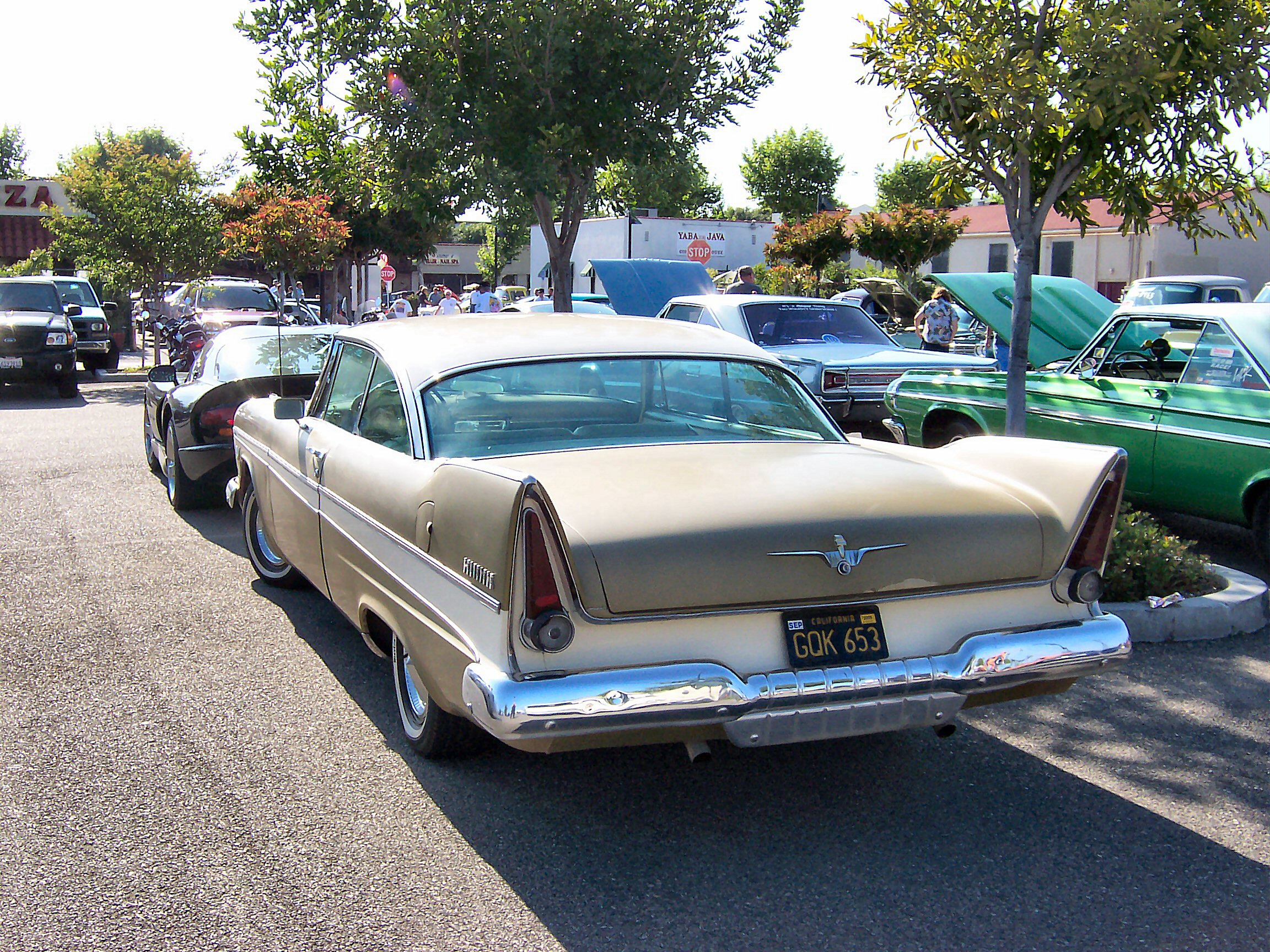
Plymouth Belvedere, Baujahr 1957, Heckansicht
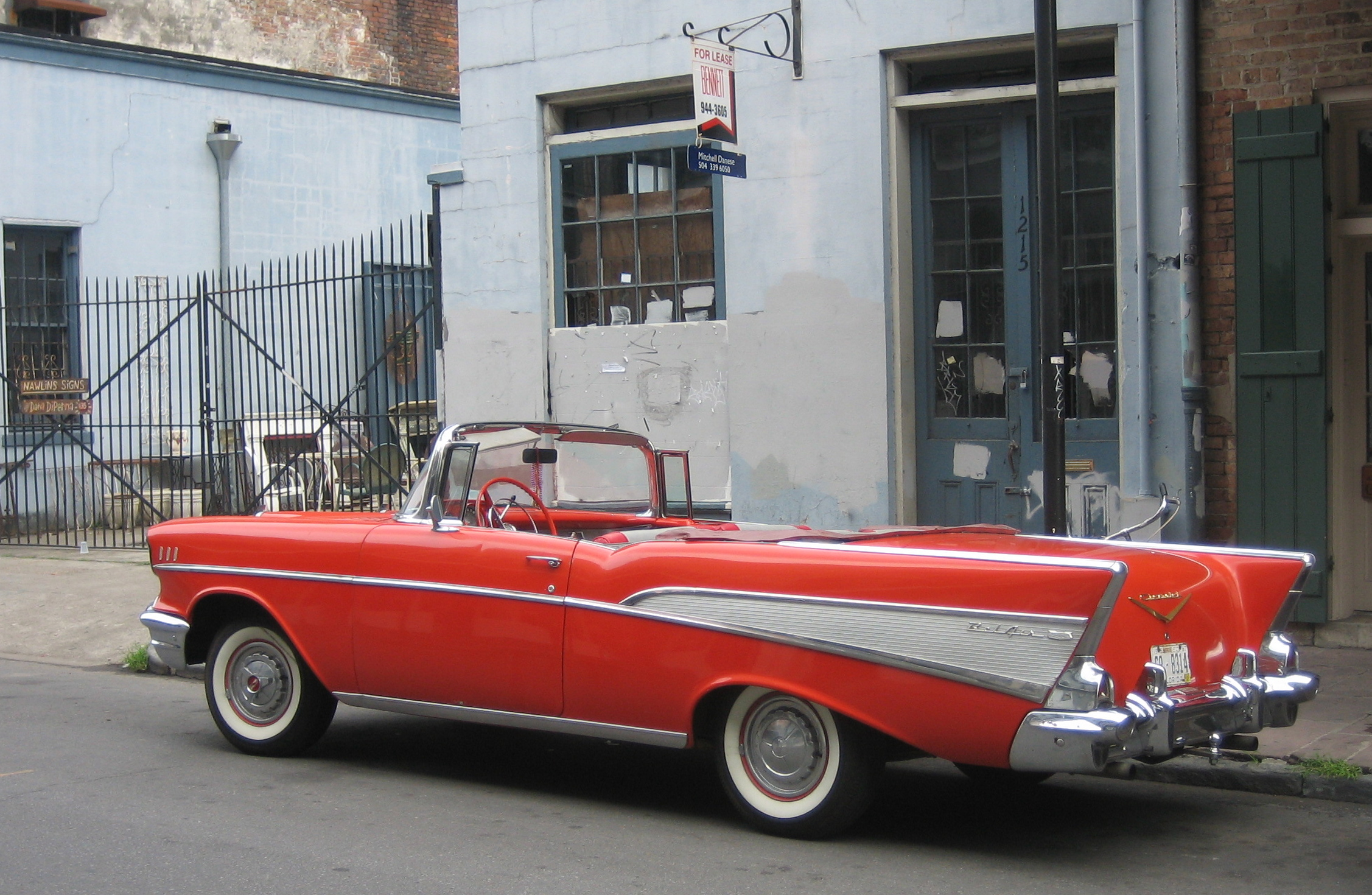
Chevrolet Bel Air Cabriolet, Baujahr 1957, Seitenansicht
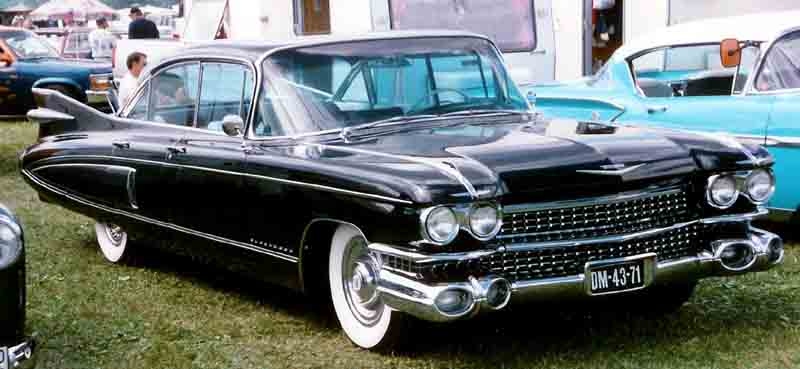
Cadillac Series 60 Special, Baujahr 1959
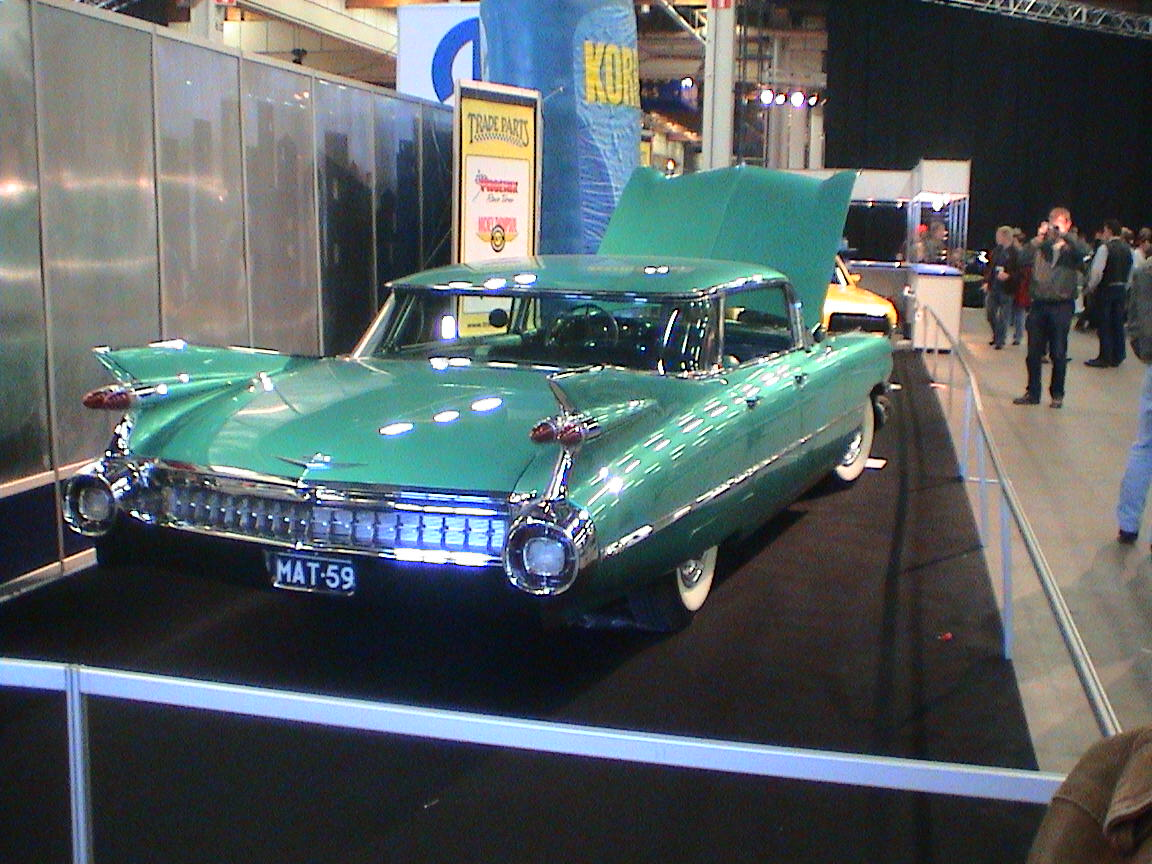
Cadillac Sedan De Ville, Baujahr 1959
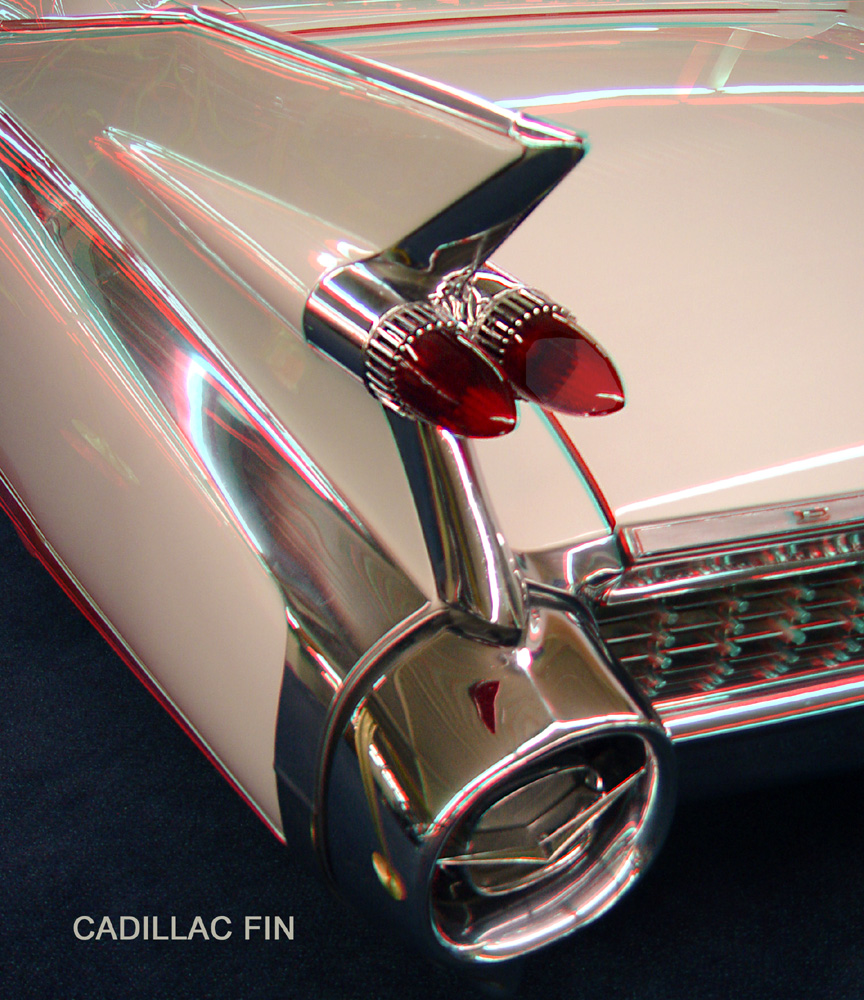
Heckflosse eines Cadillac Baujahr 1959
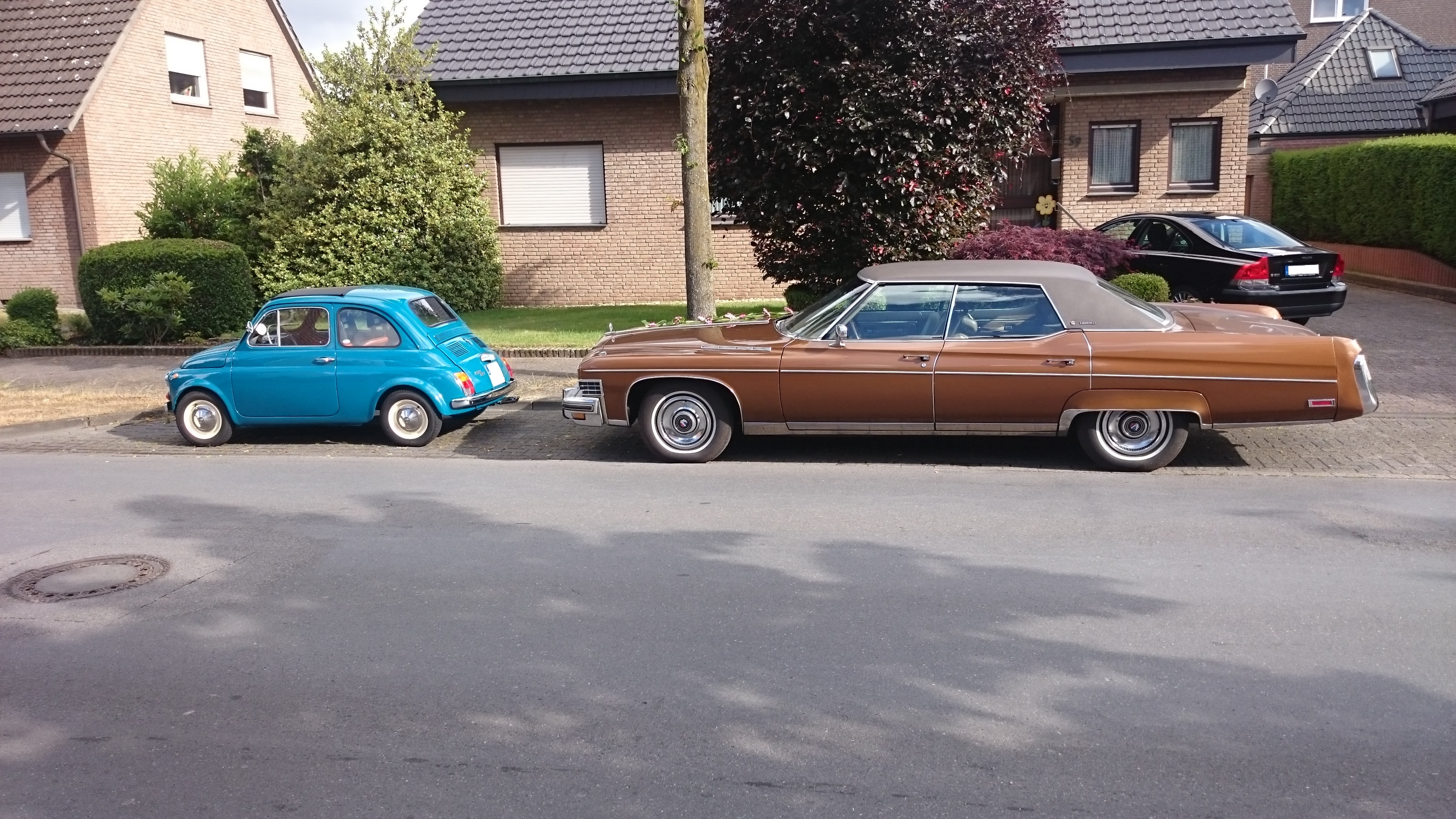
Buick Electra, Baujahr 1974 im Vergleich zu einem Fiat 500 aus den 60er-oder 70er-Jahren

## Kultur
Straßenkreuzer sind Teil der Subkultur der Low Rider amerikanischer Chicanos sowie der schwedischen Raggare.

## Film
- Christine, Horrorfilm von Stephen King.

Straßenkreuzer sind die klassischen Fahrzeuge für Roadmovies.
- Bei der Olsenbande fahren die Helden in 13 von 14 Filmen mit Straßenkreuzern zur Arbeit.
- Pink Cadillac mit Clint Eastwood
- American Graffiti mit ausgiebigem Cruisen
- in Pulp Fiction fährt der heroinsüchtige Profikiller Vincent Vega (John Travolta) in einem kirschroten 64er Chevrolet Malibu Cabrio durch Los Angeles. (Das Auto ist keine Requisite, sondern der eigene Wagen des Regisseurs Tarantino.)

## Musik
Straßenkreuzer haben auch Komponisten zu Liedern inspiriert. So kam etwa Bobby Troup während einer langen Autofahrt auf der Route 66 die Idee zu dem Song (Get Your Kicks On) Route 66.